# Lucimar Campos
Lucimar Sacre de Campos (Avaré, 12 de março de 1954), mais conhecida como Lucimar Campos, é uma empresária e política brasileira filiada ao União Brasil. Foi primeira dama de Várzea Grande e de Mato Grosso na gestão do esposo Jayme Campos.
Reconhecida pelo trabalho social, candidatou-se a prefeita de Várzea Grande em 2012 e exercendo o cargo entre os anos de 2015 a 2020, tornando-se a segunda mulher a exercer a função pública na história da cidade, depois de Sarita Baracat.

## Biografia
Lucimar nasceu em 12 de março de 1954 no município de Avaré no estado de São Paulo, sendo filha de Nair Lopes Sacre e Zeid Sacre. Seu pai, Zeid Sacre foi um comerciante de postos de gasolina e no mercado financeiro. Cursou o 1.º e o 2.º grau no Instituto Mackenzie na cidade de São Paulo e em 1972 mudou-se para Cuiabá onde cursou Letras pela Universidade Federal de Mato Grosso.
Em 1976 Lucimar casa-se com o político Jayme Campos, nascido em 1951 e proveniente da família Campos, tradicional família política e mudou-se para Várzea Grande.
Em 1982 torna-se primeira-dama do município com a eleição de Jayme Campos. Neste período deu apoio à Secretaria de Promoção e Assistência Social  implantando o empreendedorismo social em Várzea Grande e dando prioridades às famílias através de programas de valorização da mulher através de diversas atividades sociais. Nesse período exerceu a coordenação do Pronav – Programa Nacional de Voluntários – LBA e a Presidência da Creche São Domingos Sávio. Em 1984 promoveu eventos e ações na Casa de Arte e Cultura do município para benefício dos artesãos da região e assim ampliando o trabalho social. Em 1989 fundou o “Lar Dona Bebé” – Lar Isabel de Almeida e Silva, para o atendimento a idosos que se encontravam desamparados pela família.
Entre os anos de 1990 a 1994 exerceu a função de primeira-dama de Mato Grosso.  E entre suas ações foram, a ampliação de suas responsabilidades e objetivos aos demais municípios do estado, implantou o programa LAAL (Liga Assistencial Amigas de Lucimar) tendo como foco, ação coordenada com as primeiras damas municipais e voluntários, entre os beneficiados com esse programa estavam mulheres da zona rural, com cursos de primeiros socorros, hortas de ervas medicinais e encontros culturais. A artesãs teve sua profissão valorizada com o auxílio da Casa do Artesão do Estado. As gestantes teve atenção especial com a promoção de cursos com médicos e enfermeiras ensinando mãe a cuidar dos bebês e doação do enxoval confeccionado pelas voluntarias desse programa. A mulher urbana foi beneficiada com cursos profissionalizantes nos bairros.
Entre os anos de 1997 a 2004 exerceu pela segunda e terceira vez o posto de primeira dama do município de Várzea Grande, dando continuidade a seu trabalho social, desenvolvendo vários projetos que beneficiavam a mulher tais como, padarias comunitárias, beneficiamento de soja para produção de leite direcionada à alimentação das crianças nos bairros carentes.
No ano de 2007, fundou o Instituto Jaime Veríssimo de Campos Junior popularmente conhecido como "Instituto Jaiminho", instituição criada em caráter filantrópico e sem fins lucrativo com a finalidade de apoiar e desenvolver ações para defesa, prevenção e proteção de crianças e jovens na faixa etária de 10 a 17 anos no município.
Em 2012 disputou a eleição para o cargo de prefeita de Várzea Grande pelo Democratas, tendo sido a segunda mais votado com 44.653 votos no primeiro turno sendo derrotada por 47.105 votos de Walace Guimarães do PMDB e superior a 41.168 votos de Tião da Zaeli do PSD.

## Experiência política

### Prefeita de Várzea Grande
Lucimar Campos assumiu o mandato na prefeitura de Várzea Grande em 7 de maio de 2015, após a cassação de Walace Guimarães e o vice Wilton Coelho do PR, onde tiveram os mandatos cassados pela Justiça Eleitoral durante a campanha eleitoral de 2012. A decisão foi proferida pelo juiz José Luiz Lindote, da 58.ª Zona Eleitoral de Várzea Grande, na sua decisão foram apurados R$ 1,4 milhão de reais não contabilizados.
Durante sua gestão iniciou conversações com o Governo Federal, onde iniciou tratativas para destravar os recursos do Programa de Aceleração do Crescimento que dispõe de tratamento de água e esgoto na cidade, investiu no recapeamento de vias e entregou a primeira Unidade de Pronto Atendimento no Jardim Aeroporto. Candidatou-se pela reeleição em 2016 e no primeiro turno, ocorrido no dia 7 de outubro de 2016, Lucimar obteve 95.634 votos (76,16%) dos votos válidos contra  20.662 votos (16,46%) de Coronel Taborelli, 8.523 votos (6,79%) do Alan da Top Gás do PV e  747 votos (0,59%) de Milton Dantas do PSOL.

### Segundo Mandato
Em 1° de janeiro de 2017 em cerimônia realizada no Hits Convention Center em Várzea Grande, Lucimar toma posse do seu segundo mandato. Com a presença de autoridades como o governador Pedro Taques, o então secretário da Casa Civil do Estado Paulo Taques e membros do Ministério Público, Tribunal de Justiça, Tribunal de Contas e um público de 3 mil pessoas, houve a posse dos 21 vereadores do município e do secretariado entre eles o esposo Jayme Campos, como Secretário de Assuntos Estratégicos. Na época a então candidata havia prometido um Mercado Municipal, Shopping Popular e praças públicas, mais entre suas ações do segundo mandato esteve a duplicação da Avenida Felinto Müller, revitalização do Ginásio Fiotão além do seguimento as obras do PAC na cidade.
Cassação
No dia 19 de junho de 2017 foi dado o início ao processo de cassação de Lucimar Campos e do vice-prefeito José Anderson Hazama. A decisão foi proferida pelo juiz da 20° zona eleitoral de Várzea Grande, Carlos Rondon Luz, que havia sido constatado gastos ilícitos com publicidade institucional durante o ano de 2016, o autor da ação foi a coligação "Mudança com Segurança" do candidato derrotado Coronel Taborelli, que alegava que a coligação de Lucimar havia gasto  R$ 1, 209 milhões de reais, sendo que no mesmo ano a prefeitura do município apontou gasto de R$ 620 mil reais, ou seja, somados os orçamento da área dos anos de 2013, 2014 e 2015 numa divisão por 3, regra matemática usada pela  Justiça Eleitoral, foram gastos R$ 206 mil reais em média com propaganda em período eleitoral.
No dia 19 de junho de 2018 em julgamento no  Tribunal Regional Eleitoral de Mato Grosso em Cuiabá, houve a decisão de reversão do processo de cassação do mandato de Lucimar e seu vice, teve o placar de 4 votos a 3. Na ação foram mantidos as multas aplicadas a Lucimar, seu secretário de comunicação Pedro Lemos em R$ 15 mil reais e ao vice-prefeito José Anderson Hazama em R$ 5 mil reais, sob a alegação de valores, o advogado de defesa, Ronimarcio Naves afirmou que "Várzea Grande foi a cidade que menos gastou com comunicação por habitante. Ela fez uma comunicação com impessoalidade, moralidade, legalidade. Foi publicidade objetivando entregar um bem público, seja na saúde ou nas finanças, com a campanha do IPTU".

## Vida Pessoal
Casada com o ex-governador de Mato Grosso e ex-prefeito de Várzea Grande Jayme Campos, Lucimar é mãe de 4 filho (sendo 1 falecido). Falecido no ano de 2004 em  decorrência de um acidente automobilístico, Jaime Veríssimo de Campos Junior, o popular "Jaiminho" estava na avenida Monte Líbano em  Cuiabá por volta das 02:28 da manhã do dia 23 de maio, quando havia saído  do casamento de sua irmã Gisela Sacre de Campos e estando acompanhado de sua noiva Larissa Neves. O casal foi levado ao Hospital Santa Rosa, mais Jaime Veríssimo de Campos Junior veio a falecer 40 minutos após a entrada.

O corpo de Jaiminho foi velado em sua residência e o velório foi acompanhado por 5 mil pessoas e enterrado no cemitério central de Várzea Grande.